# Formula BMW
Tekmovanje mladih dirkačev v Formuli BMW je bilo ustanovljeno l.1998 z namenom iskanja telentov, kot odskočna deska za vstop v višje razrede avtomobilističnega dirkanja. Tukaj so prve korake pravega dirkanja začeli znani F1 dirkači Christian Klien, Nico Rosberg, Sebastian Vettel in Nico Hülkenberg. Vse Formule BMW poganja isti motor, vrstni štirivaljnik prostornine 1171 cm³ in moči 140 KM. Ta motor je predelava znanega štirivaljnika iz motocikla BMW K 1200 RS. Tekmovanja so se skozi sezone spreminjala in preimenovala.
Formula BMW ADAC
- Sezona 1998:
- Sezona 1999:
- Sezona 2000:
- Sezona 2001:
- Sezona 2002:
- Sezona 2003:
- Sezona 2004:
- Sezona 2005:
- Sezona 2006:
- Sezona 2007:

Formula Lista Junior/Formula LO
- Sezona 2000:
- Sezona 2001:
- Sezona 2002:
- Sezona 2003:
- Sezona 2004:
- Sezona 2005:
- Sezona 2006:
- Sezona 2007:
- Sezona 2008:
- Sezona 2009:
- Sezona 2010:
- Sezona 2011:
- Sezona 2012:

Formula BMW Asia-Pacific/JK Racing Asia
- Sezona 2003:
- Sezona 2004:
- Sezona 2005:
- Sezona 2006:
- Sezona 2007:
- Sezona 2008:
- Sezona 2009:
- Sezona 2010:
- Sezona 2011:
- Sezona 2012:

Formula BMW UK
- Sezona 2004:
- Sezona 2005:
- Sezona 2006:
- Sezona 2007:

Formula BMW USA/Americas
- Sezona 2004:
- Sezona 2005:
- Sezona 2006:
- Sezona 2007:
- Sezona 2008:
- Sezona 2009:

Formula BMW World Final
- Sezona 2005:
- Sezona 2006:
- Sezona 2007:
- Sezona 2008:

Formula BMW Europe
- Sezona 2008:
- Sezona 2009:
- Sezona 2010:

Formula BMW Talent Cup
- Sezona 2011:
- Sezona 2012: